# Trần Vân
Trần Vân  (giản thể: 陈云; phồn thể: 陳雲; bính âm: Chén Yún, pronounced [ʈʂʰə̌n y̌n]; 13 tháng 6 năm 1905 — 10 tháng 4 năm 1995), từng có tên Liêu Trình Vân (廖程雲) khi hoạt động bí mật ở Thượng Hải. Ông người Thanh Phổ, tỉnh Giang Tô, nay là khu Thanh Phổ thành phố Thượng Hải. Ông là một nhà chính trị và nhà quản lý kinh tế hàng đầu của Trung Quốc.
Trần Vân khi còn trẻ là lãnh đạo của phong trào công nhân thành phố Thượng Hải, sau đó ông gia nhập Hồng quân Trung Quốc, và tham gia vào Trường Chinh. Tiếp sau đó ông lần lượt là đại biểu của Trung ương Đảng Cộng sản Trung Quốc tỉnh Tân Cương, Bí thư dự khuyết Ban Bí thư Trung ương Đảng Cộng sản Trung Quốc, Trưởng ban Tổ chức Trung ương Đảng Cộng sản Trung Quốc, Ủy viên Bộ Chính trị Đảng Cộng sản Trung Quốc. Sau đó ông nhận nhiệm vụ ở khu vực Đông Bắc, đảm nhiệm chức vụ Phó Bí thư Cục Đông Bắc, tại đây ông tiếp tục làm Chủ nhiệm Ủy ban Tài chính Kinh tế vùng Đông Bắc, Chủ tịch Tổng Công hội toàn quốc Trung Hoa - Tổng liên đoàn Lao động, Ủy viên chính phủ nhân dân Trung ương, lãnh đạo cuộc "chiến tranh tiền tệ" năm 1949.
Sau khi thành lập nước Cộng hòa nhân dân Trung Hoa, ông đảm nhiệm chức Phó Thủ tướng Chính vụ viện Chính phủ nhân dân Trung ương kiêm chủ nhiệm Ủy ban Kinh tế Tài chính của Chính vụ viện.
Là một trong những người sớm bị "đánh đổ" trong thời kỳ Cách mạng Văn hóa 1966 - 1976, sự nghiệp chính trị của ông chỉ trở lại cuối thập niên 1970 khi mà phe của Đặng Tiểu Bình thắng thế trước Hoa Quốc Phong.
Chức vụ cao nhất của ông là Phó Chủ tịch Ủy ban Trung ương Đảng Cộng sản Trung Quốc, sau khi nghỉ hưu ông giữ chức vụ là Phó Chủ nhiệm Ủy ban Cố vấn Trung ương, Chủ nhiệm Ủy ban Cố vấn Trung ương Đảng Cộng sản Trung Quốc, quyền lực chỉ đứng sau Đặng Tiểu Bình, ông thuộc phe bảo thủ trong sự kiện Thiên An Môn năm 1989. Ông là người ủng hộ Giang trạch Dân thay thế Triệu Tử Dương giữ chức Tổng Bí thư.
Ông là một trong Bát Đại Nguyên lão của chính trị Trung Quốc thập niên 1980-1990, một trong số ít người được Đặng Tiểu Bình kính nể.

## Gia đình
- Con trai: Trần Nguyên, Giám đốc Ngân hàng Phát triển Trung Quốc
- Con gái: Trần Vỹ Lợi